# Solar Decathlon

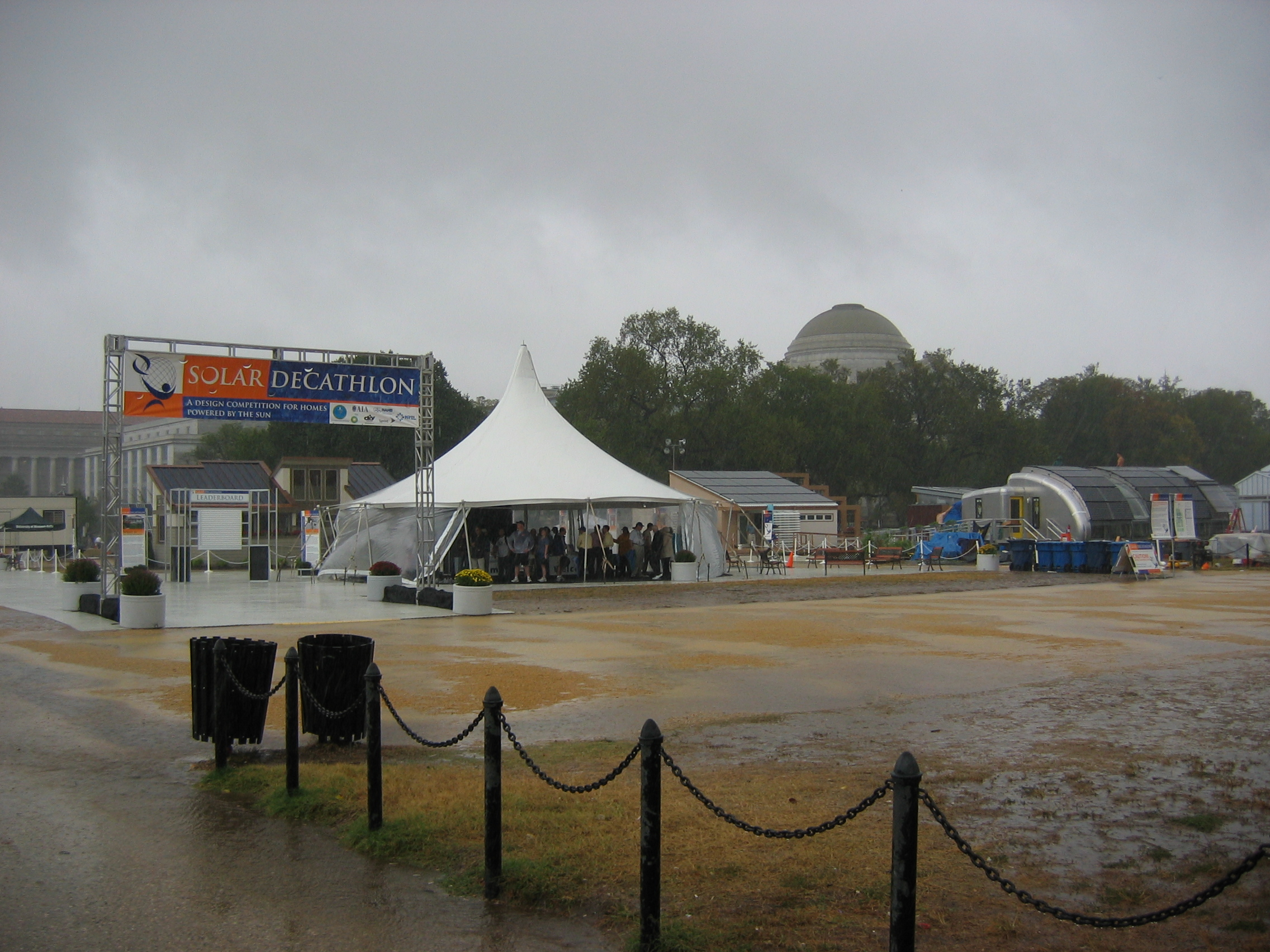

Solar Decathlon (солар декатлон, солнечное десятиборье) — международный архитектурный и инженерный конкурс.
Финансируется United States Department of Energy (DOE)
и National Renewable Energy Laboratory (NREL).
В соревновании участвуют команды университетов.
Проекты оцениваются в категориях:
1. Architecture (100 points) — архитектура (100 баллов)
2. Dwelling (100) — комфорт, интерьер
3. Documentation (100) — проектная документация
4. Communication (100) — коммуникации
5. Comfort Zone (100) — климатический комфорт
6. Appliances (100) — бытовые приборы
7. Hot Water (100) — горячая вода
8. Lighting (100) — освещение
9. Energy Balance (100) — общий баланс энергии
10. Getting Around (100) — мобильность, оценивается максимальный пробег автомобиля (электро-автомобиля) на энергии, обеспечиваемой оборудованием дома

## Победители
- 2009 — …
- 2007 — Technische Universität Darmstadt (технологии Volkswagen)
- 2005 — University of Colorado
- 1й Solar Decathlon 2002, University of Colorado